# 明平云南之战
明平云南之战，是汉人主导的明朝将蒙古人主导的元朝驱逐出中国的最后阶段。战争双方都使用了穆斯林部队。 
1381年，明朝出动30万部队，消灭元朝在云南的残余势力。明朝将领傅友德、沐英和蓝玉率军攻打蒙古和穆斯林军队。1382年1月6日，元梁王把匝剌瓦尔密兵败自杀，明军占领云南。沐英受封黔国公，和他的家族后来获得在云南全省世袭驻军地位，一直到咒水之难随南明永历帝入缅甸東吁王朝北部（今克钦邦东北部的八莫）边境的沐天波。战争结束后，明朝将军蓝玉和傅友德阉割了380名蒙古和回回俘虏。他们许多人成为太监，服务明朝皇帝。其中一名太监就是郑和。明军驻扎在云南全省，他们与苗族和瑶族妇女的后代被称为“屯堡人”，以区别于在以后的几个世纪移民到云贵的汉人。屯堡人今天仍然生活在贵州、云南。

## 评论
朱元璋：那云南我本不征伐他，他却如常生边衅，以此无乃何去征他，调了二十二万军马，和余丁二十七万，平定之后带战亡逃病折了我五万兵，一万里远，接连着吐番一带，用热多军马去守又无益于中国，征伐之事盖出于不得已。